# Copa Mohamed V 1989
La Copa Mohamed V 1989 fue la decimonovena y última edición del Trofeo Mohamed V. La competición de clubes se disputó en Casablanca, Marruecos. La disputaron 3 clubes invitados de la UEFA y de la liga marroquí, y el Raja Casablanca, campeón de la liga mencionada anteriormente. La copa fue ganada por el Sochaux, que venció en la final en los penales al CLAS Casablanca.

## Equipos participantes
En cursiva los debutantes.
| Confederación | País                    | Equipo                                        | Vía de clasificación                                            |
| ------------- | ----------------------- | --------------------------------------------- | --------------------------------------------------------------- |
| CAF           | Marruecos (Organizador) | Raja Casablanca CLAS Casablanca KAC Marrakech | Campeón de la Campeonato Nacional de Fútbol (1987/88) Invitados |
| UEFA          | Francia                 | Sochaux                                       | Invitados                                                       |

## Desarrollo
|  | Semifinales     | Semifinales     |       |               | Final           | Final |  |
|  |                 |                 |       |               |                 |       |  |
|  |                 |                 |       |               |                 |       |  |
|  | 15 de enero     |                 |       |               |                 |       |  |
|  | Raja Casablanca | 0               |       |               |                 |       |  |
|  | Sochaux         | 3               |       |               |                 |       |  |
|  |                 |                 |       |               |                 |       |  |
|  |                 |                 |       |               | 16 de enero     |       |  |
|  |                 |                 |       |               | Sochaux         | 0 (4) |  |
|  |                 | CLAS Casablanca | 0 (3) |               |                 |       |  |
|  |                 |                 |       |               |                 |       |  |
|  |                 |                 |       |               |                 |       |  |
|  |                 |                 |       |               | Tercer lugar    |       |  |
|  | 15 de enero     | 15 de enero     |       | 16 de enero   | 16 de enero     |       |  |
|  | CLAS Casablanca | 0 (5)           |       | KAC Marrakech | -               |       |  |
|  | KAC Marrakech   | 0 (4)           |       |               | Raja Casablanca | -     |  |

| Bandera de Francia        |
| Campeón Sochaux 1° título |

## Estadísticas
| Pos. | Equipo          | Pts | PJ | PG | PE | PP | GF | GC | Dif. | Rend. |
| ---- | --------------- | --- | -- | -- | -- | -- | -- | -- | ---- | ----- |
| 1    | Sochaux         | 3   | 2  | 1  | 1  | 0  | 3  | 0  | 3    | 75%   |
| 2    | CLAS Casablanca | 2   | 2  | 0  | 2  | 0  | 0  | 0  | 0    | 50%   |
| 3    | KAC Marrakech   | 1   | 1  | 0  | 1  | 0  | 0  | 0  | 0    | 50%   |
| 4    | Raja Casablanca | 0   | 1  | 0  | 0  | 1  | 0  | 3  | -3   | 0%    |